# Meddle
Meddle je šesti studijski album britanskog progresivnog rock sastava Pink Floyd. Album počinje instrumentalom "One of These Days". Nick Mason izgovara jedinu rečenicu u pjesmi: "Jednog od ovih dana sasjeći ću te na komadiće." Zvuči kao urlik čudovišta iz flma strave, ponajprije zato što su se Floydi igrali brzinama vrpce. "A Pillow of Winds" je lagana akustična ljubavna pjesma. U riječima pjesme spominje se pokrivač, što je zanimljivo jer se pokrivač spominje u pjesmama "Flaming" i "Julia Dream". Na početku i na kraju treće pjesme "Fearless" čuje se navijačka pjesma "You'll Never Walk Alone", karakteristična za Liverpool F.C.
Meddle se nije prodavao osobito dobro, iako je većinom dobio pozitivne kritike glazbenih kritičara. S vremenom je postao jedan od omiljenih albuma skupine. 

## Echoes i2001.: Odiseja u svemiru
Kao i kod Dark Side of the Rainbow efekta (sinkronizacija albuma The Dark Side of the Moon i filma Čarobnjak iz Oza), naveliko su počele kružiti glasine o slučajnoj sinkronizaciji pjesme "Echoes" i filma 2001.: Odiseja u svemiru  Stanleya Kubricka.
"Echoes" je objavljen tri godine nakon filma. Zvučni efekti u sredini pjesme stvaraju osjećaje putovanja kroz i letenja iznad vanzemaljskog svijeta. Značajna poveznica je i promjena scene u trenutku kada gitara i klavijature postupno pojačavaju dinamiku. Prikaz Jupitera i njegovih mjeseca podudaraju se s riječima koje se neodređeno referiraju na planete. 
Članovi sastava opovrgnuli su da je sinkronizacija bila namjerna. Osim toga, potrebna tehnologija za takvu sinkronizaciju tada je bila preskupa. Navodno je Kubrick htio da mu članovi sastava komponiraju soundtrack za Odiseju u svemiru.

## Popis pjesama
| 1. | »One of these days« | David Gilmour, Roger Waters, Richard Wright, Nick Mason | 5:57 |
| 2. | »A Pillow of Winds« | Gilmour, Waters                                         | 5:10 |
| 3. | »Fearless«          | Gilmour, Waters                                         | 6:08 |
| 4. | »San Tropez«        | Waters                                                  | 3:43 |
| 5. | »Seamus«            | Gilmour, Waters, Wright, Mason                          | 2:16 |

| 1. | »Echoes« | Gilmour, Waters, Wright, Mason | 23:29 |

## Izvođači

### Sastav
- David Gilmour - vokal, gitara, bas-gitara na "One of These Days", usna harmonika na "Seamus"
- Roger Waters - vokal, bas-gitara, akustična gitara na "San Tropez"
- Nick Mason - bubnjevi, udaraljke
- Richard Wright - klavir, Hammond orgulje, vokal na "Echoes"

## Vanjske poveznice
- Allmusic.com – Pink Floyd: Meddle / Review by Stephen Thomas Erlewine (engl.)
- Discogs.com – Pink Floyd: Meddle (engl.)